# Slaget ved Mared
Slaget ved Mared var et slag under Den Nordiske Syvårskrig mellem svenske og danske styrker den 9. november 1563. Slaget stod i området af Oskarström. Danskerne vandt en sejr, men ikke af nogen deciderende betydning fordi hovedparten af Svenske armé kunne trække sig tilbage.
Efter krigsudbruddet 9 august 1563 marcherede en armé under befaling af Erik XIV af Sverige med Charles de Mornay og Klas Kristersson Horn under sig over smålands grænse ind i i Halland. Mand sigtede efter at belejre Halmstad, men med mangel på artilleri mislykkedes belejringen. Som vinteren nærmede sig og underretninger kom om at Frederik II af Danmark nærmede sig, valgte Erik selv at dele hæren op, med en del af hæren til sig selv, og en del til Horn og Mornay skulle tage kontrollen over. Ved Mared på grænsen mellem Halland og Småland indhentede de danske tropoper det svenske tilbagetog.

## Situationen i Halmstad
Efter svenskernes mislykkede angreb på Halmstad den 5. og 6. november blev der holdt koncil den 6. november. Foruden Kong Erik deltog Gustaf Olofsson (Stenbukken), Göran Eriksson (Gyllenstierna), Birger Nilsson (Grip) og Klas Kristersson (Horn) . Det blev besluttet at bryde belejringen, og at kongen straks skulle forlade hæren. Da belejringen af Halmstad trak ud, ville det være mest tilrådeligt, at kongen ikke længere var der, men igen vovede sig over grænsen til Sverige i betragtning af lejrens skare, usundhed og bekvemmelighed. Det var også stemt overens, at det ville være utidigt, hvis danskerne skulle rykke frem med en stor militærstyrke, og at der skal lægges stor vægt på at beskytte hans person, i stedet for at bortskaffe krigsmaterialet over grænsen. Desuden blev felttoget indstillet som følge af den sene sæson og de kæmpende mænds sygdom , det var frem for alt ikke tilrådeligt at fortsætte belejringen af Halmstad længere, men så snart der blev trykket på aftrækkeren, skulle de gradvist få alt krigsmateriel fjernet over grænsen .  Kong Erik var ventet på kongsgården Orreholmen uden for Falköping . Kanonerne og artilleriet kunne foreløbigt bringes til Jönköping, hvor også bondeforsamlingen fra Uppland og andre dele af landet skulle samles.  
med en eskorte af Drabantkåren, samt 8 "fanor" ryttere og 3 "fänikor" knægte, forlod kongen feltlejren ved Halmstad den 8. november. Klas Kristersson Horn og Charles de Mornay fik kommandoen over de resterende styrker. Charles de Mornay var netop ankommet til hæren ved månedsskiftet, og den samlede svenske styrke blev nu angivet til at være 12 "fanor" kavaleri og 3 regimenter af knægte, foruden værnepligtige almue . Den resterende hær ville holde belejringen så længe som muligt, hvis byen overgav sig. Der blev givet ordre om, at hvis fjenden trådte i kraft for at redde byen, skulle alt artilleri og forråd bringes over landemærket i god tid. Så ville hele hæren trække sig tilbage til Gunnarps bro eller Kilebro . Et andet alternativ var, at styrken delte sig i tre divisioner under Klas Kristersson, de Mornay og Lars Pederson. Disse ville gå i beredskab i Kalmar, Jönköping og Västergötland til fortsat operationel drift. Eriks ambition var at bringe en styrke samt artilleri fra Orreholmen til Bohus fæstning og angribe den. Styrken i Jönköping ville fungere som reserve. Dette forudsatte dog, at tilbagetoget fra Halmstad blev efterladt uforstyrret af fjenden. Men efter at kongen forlod hæren, faldt moralen blandt knægtene, og et stort antal deserterede dagligt fra deres enheder.
Allerede den 3. november var kong Frederik II i Malmø med hofbanneret og mobiliserede de i byen stationerede styrker for at redde det belejrede Halmstad. De hvervede tropper havde været i vinterkvarter siden hjemkomsten fra felttoget mod Elfsborg Slot . Herefter var der sket en demobilisering og flere hvervede enheder havde forladt hæren. Sammen med feltoberst Günther von Schwartzburg og knægte under Jørgen von Holle gik de mod Laholm. Her ventede man Daniel Rantzau med sine knægte, der havde været udstationeret i Ystad . Da de var samlet i Laholm, forlod de herfra sammen og rykkede op den 7. Størrelsen af den danske konges hær bestod af 8 "fanor" ryttere og 24 "fänikor" knægte, ifølge grev Günthers brev til Henrik af Braunschweig-Wolfenbüttel kort efter slaget. De blev beordret til at marchere i stilhed uden trommer. Krigslederne fik hemmelige oplysninger om, at svenskerne havde til hensigt at dele sig op, og at kong Erik havde planer om at rykke mod Kalmar. Den danske march gik langsommere end planlagt, og de havde problemer med at krydse broer på en velordnet måde. Yderligere tid blev spildt, da de skulle stille op i slagorden igen. Ved midnat mellem den 8. og 9. var dele af hæren nået til floden Nissan og her ankommet til den ødelagte feltlejr øst for floden. Da broen blev ødelagt, slog hele hæren lejr i løbet af natten. De led under mangel på forsyninger og foder . Under energisk arbejde i løbet af natten blev broen bygget igen af hvervede tømrere.
Panik brød ud i svenskernes lejr, da de fik besked om, at de danske tropper nærmede sig. Belejringen blev brudt, og folk omgrupperede sig. Det 3. regiment med dets tildelte kavaleri som var "på den forkerte side" af Nissan skyndte sig over til det nordlige. Flåderne blev skåret op og feltlejrene sat i brand. Alle broer blev ødelagt. Dele af den svenske hær begyndte at trække sig tilbage op ad Nissan. Charles de Mornay fik ordre til at blive hos sine mænd for at sikre sig fjendens styrke og kun hvis situationen blev alvorlig måtte han trække tilbage ind i Småland. Men snart blev de informeret om, at Frederik II allerede var ankommet til Nissan og red i spidsen for sin professionelle hær. Om aftenen den 8. havde svenskerne forladt deres stillinger uden for Halmstad.

## Slaget ved Mared
Om morgenen den 9. kunne de danske krigsmænd krydse floden. De stillede op i formation, men svenskerne var forsvundet. Kong Frederik beordrede straks sit kavaleri på 8 fanor, samt 2.000 hageskytter i tre flag, til at tage jagten op langs Nissan. Andre knægte, der var under Daniel Rantzau, blev sat til Halmstads forsvar.  Forrest red en fortrop under Lave Bek . Dernæst den første angrebsbølge under grev Günther, og derefter den anden angrebsbølge ledet af kong Frederik selv. I alt bestod hæren formentlig af omkring 4.500 mand, (hærens størrelse er angivet som kun tre tusinde mand .  , fortroppen blev primært beregnet til rekognoscering og blev beordret til at gå et stykke foran hæren for at sikre den mod overfald. Der menes, at Peder Gyldenstjerne var rytter ved ,Mared .  
I løbet af morgenen havde svenskerne under de Mornay gået 15 km til passagen ved Mared.  På trods af at nogle enheder fortsatte nordpå og andre helt forsvandt i løbet af nattemarchen, anså svenskerne sig for stærke nok til kamp   1. regiment med 9 fänikor blev placeret på venstre fløj mellem Nissan og landevejen. disse omfattede kongens egen enhed, Gårdsfänikan under ledelse af Tönnes Olsson    marken her bestod af en mose og en fyldt eng.   Bagerst på en bakke ( Maredbjerg ) var artilleriet placeret omgivet af dele af 2. og 3. regiment med henholdsvis 4 og 3 fänikor  . Det er svært at vurdere, hvor stor den svenske hær var i antal, da mange knægte havde forladt enhederne, men den var udgjort af mindst 12.000 mand, "550x15 fänikor + 800 gårdsfänikan + 300x10 fanor,"  artilleri og ikke- regulære tropper ikke inkluderet). Skønnet forudsætter dog, at enhederne var fuldtallige.
Ved middagstid angreb den danske fortrop svenskernes venstre flanke på marsken. Tæt efterfulgt af den første angrebsbølge ledet af grev Günther med sine to fanor.  Slaget var brutalt og svenskerne havde problemer med at gruppere sig på marsken. For at forsvare de udsatte fodtropper rykkede det svenske kavaleri op og ind i danskernes flanke. Grev Günther og hans kavaleri trak sig tilbage og blev forfulgt af det svenske kavaleri.  
I dette øjeblik var kong Fredrik nu ankommet med den anden angrebsbølge. Da han mødte den tilbagegående styrke, råbte han til dem Om! Om! Frem mod fjenden! .  Ifølge de danske krøniker red han i spidsen for sin hær og førte dem ind i ilden. De mødte svenskernes kavaleri og slog dem. vestgotlands adelige banner og Hingstriderne, som var svenskernes første linje, trak sig tilbage fra slaget og ind i skoven. I denne manøvre slæbte disse også alle de andre fanor med sig i tilbagetog. Styrken under grev Günther forfulgte svenskernes flugt. 
Samtidig stormede rytteriet under kong Fredrik og de nu ankomnne skytter svenskernes stilling på højderne. Det var en lang og hård kamp. Artilleriet var godt brugt og det siges, at kuglerne fik det til at lyse ned gennem danskernes rækker.  Men de svenskernes knægte blev tvunget til at trække sig tilbage, og danskerne erobrede den vigtige højde, og slog der mange ihjel .    Det var formentlig dengang, den svenske oberst Lars Pedersson faldt.  Mornay steg hastigt ned fra sin hest til fodfolkene, for ikke at trække unødvendig ild mod sig selv.   Han samlede resterne af knægtene, heraf det meste af 1. Regiment, og det lykkedes ham at generobre bjerget og det forladte artilleri. Svenskerne, der var stærkt optaget af danskernes kavaleri- og infanteriild, formåede også at fastholde stillingen.   Tilsyneladende var der en vis ro i kampen, som kan skyldes, at de danske krigere omgrupperede sig. Svenskerne opfattede det som en sejr og meddelte kongen, at de havde holdt deres stillinger trods store tab.  Hvor længe denne pause var, er endnu uvist. Så angreb kong Frederiks tropper igen højden. Svenskerne forventede forstærkninger og modangreb fra deres eget kavaleri, hvilket dog ikke skete. Midt i denne tumult modtog Mornay et brev fra kong Erik XIV på Orreholmen. Den svenske konge, som endnu ikke var klar over situationens alvor, beordrede Mornay til at bringe en del af hæren til Falkenberg og bygge en befæstning der.  Efter store tab for at opretholde positionerne på højderne, blev det endelig besluttet at trække sig tilbage ved mørkets frembrud. På grund af mangel på mandskab blev svenskerne tvunget til at overlade alt artilleri og udstyr til danskerne.  
I ly af mørket førte Mornay de slagne svenske fodknægte ud i en skovklædt sump langs Nissan og ind i Sverige. Kong Frederik opfordrede sine styrker til at forfølge, men mødte derefter modstand fra sin feltoberst Günther. Dette forklares ved, at man ikke ville blive lokket i baghold af en besejret fjende i Smålands vilde skove. Kong Frederik overvejede, men da reb og fodervogne var blevet efterladt i Laholm og tropperne ikke var blevet forsynet siden da, samt der var en mangel på vinterdragter, anderkendte kongen oberstens anmodning. Der blev lavet feltlejre på slagmarken. Ved midnatstid fik Frederik sendt bud til Halmstad efter knægtene under Rantzau for at søge efter fjendens positioner. En eftersøgning blev straks sat i gang om morgenen, men svenskerne var væk.  
Det svenske tilbagetog langs Nissan var blevet til ren flugt. knægtene havde smidt både våben og tungt udstyr væk, da man frygtede dansk forfølgelse.   Under et senere felttog under Daniel Rantzau i 1564 var vejene i skoven omkring Långaryd fulde af kasserede våben.

## Efter slaget
Ifølge Günthers brev af 11. november varede slaget ved Mared 52 timer. De danske tab udgjorde denne dag omkring 200 mand og 300 heste. Det blev væsentligt værre for svenskerne. Frederik II anslog svenskernes tab til 2.500 mens grev Günther anslog de svenske tab til 3.000 mand. 1. regiment mistede 662 mand og hele hæren kunne med rimelighed højst have mistet 14 %. Blandt enkelte enheder kan nævnes M. Grots, der mistede 265 mand, Långe Bengts mistede 109, P. Månssons 113, Olof Månssons 211 mand. "Gårdsfänikan", som var bedst udstyret og var den eneste enhed fuldt udstyret med sele, mistede 18 mand. Det svenske artilleri, der faldt i fjendens hænder, bestod af 41 kanoner af varierende størrelse med tilhørende 28 skibspund krudt og 1.093 vægte. Det samlede tab af skytte bestod af 3 hele kartovs, der lå forladt langs vejen mellem Halmstad og Mared. Desuden blev det svenske hofbanner, også fanget. Frederik II fik også oplysninger om, at Erik XIV havde medbragt 4 hekse i sin hær, hvoraf den ene blev taget til fange af Günthers ryttere. Den 13. november skrev Frederik fra Halmstad til biskop Hans Albretsen om situationen, at Gud den almægtige nu har givet os sejren over vore fjender, således at vi tirsdag dagen før vi kæmpede med ham, blev på deres side med 2500 og mere; de andre flygtede, og vi jagede de bedste skytter, de havde her, og vi beholdt landet .
Den svenske konge modtog de første efterretninger om slaget den 15., hvor Mornay skriver; sidst holdt jorden og fældede en flok af fjenden . Erik fik sendt sin tak til Mornay; og skønt en stor del af vort folk først havde givet flugt, har du alligevel til sidst holdt jorden og dræbt en hel hær af fjenden . På en noget falsk måde meddelte kong Erik, at hvis han blot havde vidst, at et slag var nært forestående, ville han selv have ledet hæren. Erik beordrede en generel tilbagetrækning den 15. november, da han ville samle de kæmpende styrker igen for at angribe Bohus slot. En offensiv, som han personligt ville lede. 3. regiment skulle samles i Jönköping og andre kæmpende mænd ved Orreholmen. Men opløsningen af det stridende folk kunne ikke længere forhindres, og der kom kun brok. Af 1. regiment kunne man kun mønstre en fuldgyldigt fänika. Mornay havde sendt hjem og spredt den styrke, der skulle samles i Jönköping.
Et godt stykke ind i 1564 var razziaer i gang mod knægte, der havde forladt deres enheder under tilbagetoget fra Halmstad og Mared. Deres antal synes at have været stort, og mindst én kommandant, Olof Dobblare, der var løjtnant for en af "Västgötafänikorna", blev afsat. Bander af soldater gemte sig på landet og plyndrede fra deres eget land. Erik XIV beordrede 30-40 ryttere til at opsøge dem og straffe dem med bøder i henhold til krigsartiklerne, samt henrette deres ledere.
Kong Frederik II beordrede igen sine styrker til at gå i vinterlejr. De hvervede krigere var tilbageholdende med at udføre militære operationer, før isen og frosten lagde sig. Feltoberst Günther trak sig tilbage til Skåne og kavaleriet blev stationeret i Lund, Malmø og Landskrona. Jørgen von Holles regiment var delt i Blekinge og det sydlige Skåne. Daniel Rantzaus regiment blev i Halland for at bevogte landet ved Halmstad og Varberg . Fire enheder blev dog udskrevet i Skåne, hvoraf to i slutningen af året blev sendt til Ronneby for at styrke Blekinges forsvar. Daniel Rantzau gik igen året efter i offensiven mod Sverige med sit fodregiment. Den 18. maj rykkede de op fra Halmstad og gik samme vej ad Nissan. Da hæren ankom til Mared, var de overraskede over, at der efter seks måneder stadig var våben, hjelme, rustninger, hestekroppe og kroppe overalt i terrænet.

### Trykkede kilder
- C. Georg Starbæk & P. O. Bækstrøm: Fortællinger fra Svenske historie; Nyt oplag 1885.
- Akse Gyldenstjerne: Det nordiske Syvaarskrigs Historie, sammanskriven 1570. Historiske kildeskrifter, 1875.
- G. O. FR. Westling: Det nordiske sjuårskrigets historie. 1879.
- Otto Vaupell: Det nordiske Syvaarskrig 1563-1570. 1891.
- Hasse Petrini: Kildestudier til Erik XIV:s og Nordiske sjuårskrigets historie. 1942.
- Olof Celsius: Kong Erik den fjortendes historie. 1774.
- Daniel Hansson Hund: Kong Erik XIV:s krönika. Svenske fornskrift-gruppen, 1847.
- B. C. Barkmand: Kungl. Svea Livgardes historie. Bandt II. 1938-39.
- Kungl. artilleriet. Del 1. Middelalder og ældre Vasatid. 1994.
- Einar Bensow: Kungl. Skaraborgs regiments historie. Del 1. 1543-1631. 1931.